# Dryodurgades similis
Dryodurgades similis är en insektsart som beskrevs av Wagner 1963. Dryodurgades similis ingår i släktet Dryodurgades och familjen dvärgstritar. Inga underarter finns listade i Catalogue of Life.